# 游击队共和国

民族解放委员会旗帜

游击队共和国（義大利語：Repubbliche partigiane），又称自由区（Zone libere），是第二次世界大战期间（主要在1944年夏季），德意法西斯联军占领的局部地区被意大利抵抗运动成员奪取（或因其他原因暂时脱离法西斯管治）后创建的临时国家实体。它们位于意大利北部的山地和丘陵地带（阿尔卑斯山弧线和北亚平宁山脉），大部分在正式建立后几周内就被德国国防军重新占领，并重新并入意大利社会共和国。

## 游击队共和国列表
- 马斯奇托共和国（義大利語：Repubblica di Maschito）（1943年9月15日—10月5日）
- 卡波雷托共和国（義大利語：Repubblica di Caporetto）（1943年9月—11月）
- 科尔尼奥洛共和国（義大利語：Repubblica partigiana del Corniolo）（1944年2月2日—3月）
- 福尔诺自由共和国（1944年6月9日—13日）
- 琛诺谷共和国（1944年6月10日—7月11日）
- 塞西亚谷共和国（義大利語：Repubblica partigiana della Valsesia）（1944年6月11日—1945年4月25日）
- 塔罗谷共和国（義大利語：Repubblica partigiana della Val Taro）（1944年6月15日—7月24日）
- 蒙特菲奥里诺共和国（義大利語：Repubblica partigiana di Montefiorino）（1944年6月17日—8月1日）
- 兰佐谷共和国（1944年6月25日—9月）
- 托里利亚共和国（義大利語：Repubblica di Torriglia）（1944年6月26日—11月27日）
- 东弗留利共和国（1944年6月30日—9月）
- 恩扎谷和帕尔马谷共和国（1944年6月—7月）
- 迈拉谷和瓦赖塔谷共和国（1944年6月—8月21日）
- 博比奥共和国（英语：Republic of Bobbio）（1944年7月7日—8月27日）
- 坎西利奥共和国（1944年7月—9月）
- 奥索拉共和国（1944年9月10日—10月23日）
- 皮尼亚共和国（1944年9月18日—10月8日）
- 瓦尔齐共和国（1944年9月19日/24日—11月29日）
- 卡尔尼亚共和国（英语：Republic of Carnia）（1944年9月26日—10月10日）
- 兰格共和国（1944年9月—11月）
- 上蒙费拉托共和国（英语：Republic of Alto Monferrato）（1944年9月—12月2日）
- 上托尔托内塞共和国（1944年9月—12月）
- 阿尔巴共和国（英语：Republic of Alba (1944)）（1944年10月10日—11月2日）